# Warmetal-Radweg
Koordinaten: 51° 15′ 48″ N, 9° 18′ 36″ O
Der Warmetal-Radweg ist ein 33 km langer Radwanderweg im nordhessischen Landkreis Kassel. Er ist benannt nach dem Fluss Warme, dem er von seinem Quellgebiet bis zur Mündung in die Diemel folgt.

## Streckenführung
Der Warmetal-Radweg führt von Elmshagen, einem Ortsteil von Schauenburg, über Zierenberg nach Liebenau und verläuft größtenteils im Naturpark Habichtswald. Zwischen Ehlen und Zwergen ist er identisch mit dem Hessischen Radfernweg R4. Die Wegweisung besteht aus kleinen Schildern mit einem Mühlrad-Logo, die allerdings neben der guten Beschilderung des Hessischen Radfernweges R4 an vielen Stellen verloren wirken. Ortsunkundige sollten daher immer eine gute Karte dabei haben, z. B. die Radwanderkarte Landkreis Kassel.
Zwar sind keine größeren Steigungen vorhanden und die Strecke verläuft größtenteils talabwärts auf asphaltierten Wegen und Straßen und nur gelegentlich auf Schotter, aber sie ist nicht familienfreundlich, da sie weitgehend auf den vielbefahrenen Landesstraßen 3220 und 3211 angelegt ist.
Der Radweg beginnt auf 364 m ü. NHN am nördlichen Ortsausgang von Elmshagen und führt zunächst nach Breitenbach (315 m) und dann durch Ehlen (321 m) nach Zierenberg (264 m). Von dort geht es weiter über die Höfe Rangen und Strippelmann nach Laar (230 m) mit dem Schloss Laar, Hohenborn (202 m) und Obermeiser (195 m) auf der L 3211 nach Niedermeiser (174 m), dann auf einem asphaltierten Wirtschaftsweg leicht hügelig nach Zwergen (165 m) und wieder auf der L 3211 bis nach Liebenau (148 m).